# Sergey Fursenko
Sergey Aleksandrovich Fursenko (russo: Серге́й Александрович Фурсенко) (Leningrado, 1954) é um empresário russo.

## Carreira
Nascido em Leningrado, na União Soviética, desde o início da década de 1990, Sergey Fursenko é dono de uma casa de campo em Solovyovka, distrito de Priozersky, na região de Leningrado , localizada na costa leste do lago Komsomolskoye, no Istmo da Carélia, perto de São Petersburgo. Seus vizinhos lá são Vladimir Putin, Vladimir Yakunin, seu irmão Andrei Fursenko. Em 10 de novembro de 1996, juntos, eles instituíram a sociedade cooperativa Ozero (o Lago), que uniu suas propriedades.
Desde julho de 2003, Sergey Fursenko é o diretor geral da JSC Lentransgaz , uma subsidiária da Gazprom.
Desde 2005 ele é o diretor geral do clube de futebol Zenit , em São Petersburgo. foi presidente durante duas ocasiões: 2005-2008 e de 2017 a 2019.
De fevereiro de 2010 até junho de 2012, ele foi o presidente da União de Futebol da Rússia.
Em abril de 2018, os Estados Unidos impuseram sanções a ele e a outros 23 cidadãos russos.